# Idiops gunningi
Idiops gunningi är en spindelart som beskrevs av Hewitt 1913. Idiops gunningi ingår i släktet Idiops och familjen Idiopidae. Utöver nominatformen finns också underarten I. g. elongatus.